# Stephanie Horner
Stephanie Horner (née le 19 mars 1989 à Bathurst, Nouveau-Brunswick) est une nageuse canadienne. Elle est spécialiste de la nage libre et de la nage papillon. Après avoir gagné quatre médailles aux Jeux panaméricains de 2007, Horner a participé pour son pays natal aux jeux olympiques d'été de 2008 à Pékin en Chine. En 2011, Stephanie Horner a également fait partie de l'équipe canadienne au mondial 2011, qualifiée au 400 m 4 nages lors des 14es championnats du monde de natation de Shanghai en Chine.